# Hortus Eystettensis

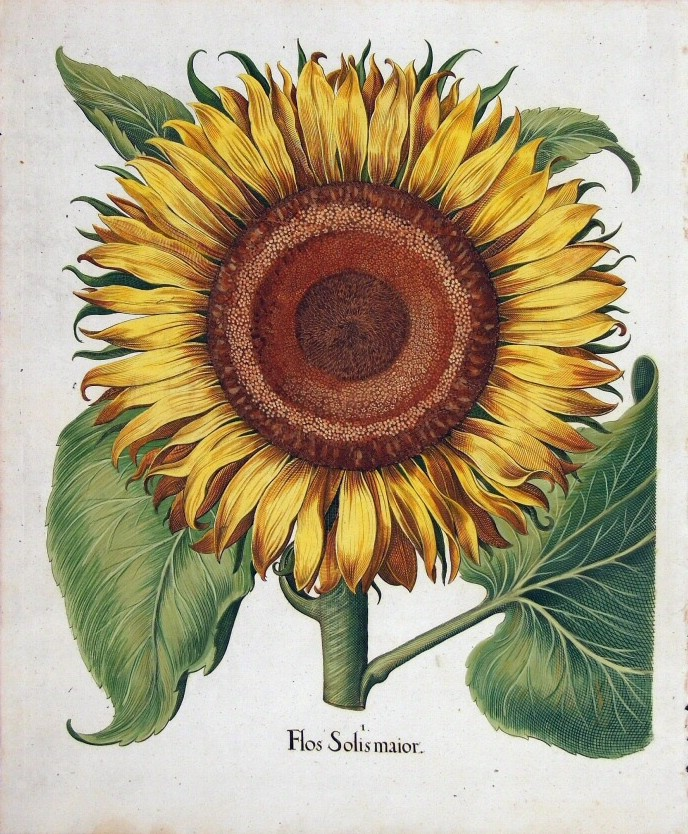
Floarea soarelui Hortus Eystettensis

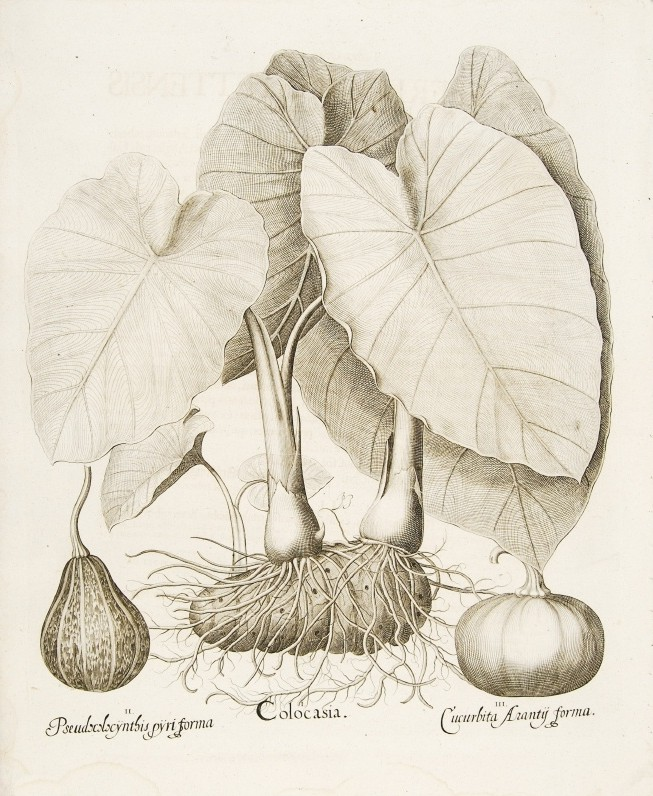
Colocasia din Hortus
Eystettensis

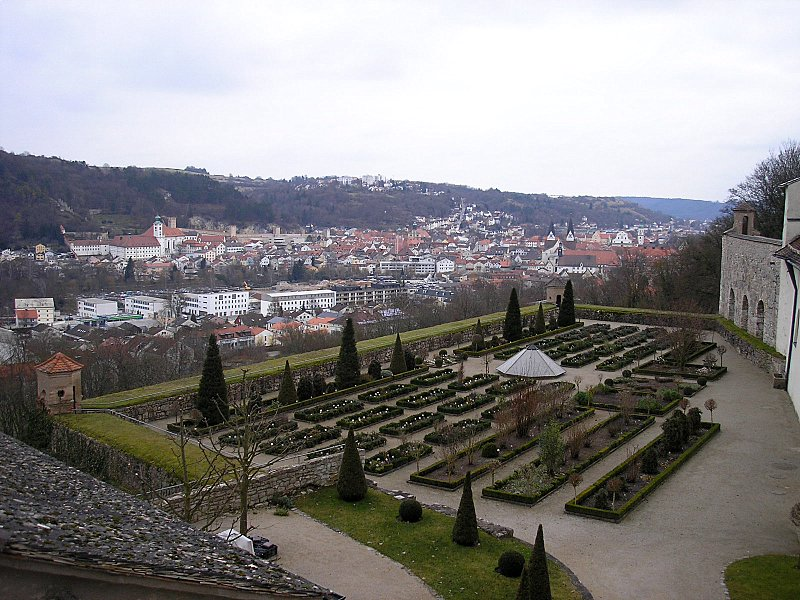
Bastionsgarten

Prin Hortus Eystettensis („Grădina din Eichstätt“) se înțelege  
- pe de-o parte o grădină botanică construită de Basilius Besler sub principele-episcop Johann Conrad von Gemmingen pe bastioanele cetății Willibaldsburg din Eichstätt,
- pe de altă parte titlul latin prescurtat al foliantului Hortvs Eystettensis, Sive Diligens Et Accvrata Omnivm Plantarvm, Florvm, Stirpivm, Ex Variis Orbis Terrae Partibvs, Singvlari Stvdio Collectarvm Qvae In Celeberrimis Viridariis Arcem Episcopalem Ibidem Cingentibvs, Hoc Tempore Conspicivntvr Delineatio Et Ad Vivvm Repraesentatio, care a apărut prima dată la comanda episcopului în 1613.
- A treia semnificație a termenului este grădina botanică reamenajată de câțva ani pe cetatea Willibaldsburg numită Bastionsgarten sau uneori Hortus Eystettensis.